# Tichborne
Tichborne är en ort och civil parish i Storbritannien.   Den ligger i grevskapet Hampshire och riksdelen England, i den södra delen av landet, 90 km sydväst om huvudstaden London. Tichborne ligger 73 meter över havet och antalet invånare är 168.
Terrängen runt Tichborne är platt. Runt Tichborne är det ganska tätbefolkat, med 172 invånare per kvadratkilometer. Närmaste större samhälle är Eastleigh, 16,1 km sydväst om Tichborne. Trakten runt Tichborne består till största delen av jordbruksmark.